# 바이러스성 수막염
바이러스성 수막염은 바이러스 감염에 의해 발생하는 수막염의 일종이다. 수막염이란 뇌와 척수를 감싸고 있는 뇌척수막에 발생한 염증을 의미한다. 증상으로는 두통, 발열, 눈부심, 목 경직 등이 있다.
바이러스는 무균성 수막염의 가장 큰 원인이다. 대부분의 경우 엔테로바이러스에 의해 발생한다. 그러나 웨스트 나일 바이러스, 볼거리바이러스, 홍역모빌리바이러스, 단순포진바이러스 1형과 2형, 수두대상포진바이러스, 림프구성맥락수막염 바이러스 역시 바이러스성 수막염을 일으킬 수 있다. 의료적 증상만으로는 세균성 수막염과 구분할 수 없다. 그러나 바이러스성 수막염의 경우 뇌척수액에서 세균이 발견되지 않으므로, 요추천자를 통해 CSF를 채취 및 검사함으로써 바이러스성 수막염으로 특정할 수 있다. 대부분의 바이러스성 수막염에 대한 원천적 치료법은 존재하지 않으므로, 주로 증상을 완화하는 방향으로 치료가 이루어진다. 그러나 단순포진바이러스가 원인인 경우는 치료법이 존재한다.
미국에서 발생하는 수막염의 절반 이상이 바이러스성 수막염이다. 이는 세균성 수막염 사례가 감소함에 따라 바이러스성 수막염의 빈도가 상대적으로 증가하게 된 것으로 보인다. 10만명 중 0.26명에서 17명이 감염된 것으로 보이며, 가장 흔한 엔테로바이러스성 수막염의 경우 미국에서만 매년 7만 5천명에 달하는 환자가 나타난다. 어린이와 성인에서 모두 나타날 수 있으나 어린이에서 더 자주 발견된다.

## 치료

아시클로버

증상만으로는 세균성 수막염과 바이러스성 수막염을 구분하기 어려우므로, 입원하여 검사를 받아야한다. 바이러스성 수막염의 경우 일반적으로 지지적 치료를 시행한다. 휴식, 수액주사, 해열제, 진통제, 소염제 등을 처방할 수도 있다. 그러나 바이러스성 수막염인지 세균성 수막염인지 아직 밝혀지지 않았을 때에는 일단 경험적 항생제를 투여하는 것이 바람직하다.
단순포진바이러스, 수두대상포진바이러스, 거대세포바이러스의 경우 각각에 알맞는 항바이러스제가 존재한다. 단순포진의 경우 아시클로버를 투여한다. 수막염이 의심될 경우에도 IV 아시클로버를 투여하면 효과를 볼 수 있다.
두개내압이 비정상적으로 높을 경우 외과적 수술을 통해 염증 발생부위 주변부를 제거할 수 있다.
대부분의 경우 7~10일 안으로 상태가 호전된다.

## 역학
1988년에서 1999년까지 매년 3만 6천 명의 사람이 바이러스성 수막염에 걸렸다. 2017년에는 미국에서만 7만 5천명의 사람이 엔테로바이러스성 수막염에 걸렸다. 폐렴 연쇄상구균, B형 헤모필루스 인플루엔자, 수막구균에 대한 백신이 개발됨에 따라 세균성 수막염의 빈도가 줄어들면서 바이러스성 수막염의 빈도가 상대적으로 더 높아지게 되었다. 그러나 이런 예방접종이 아직 대중화되지 않은 국가에서는 아직도 세균성 수막염의 비율이 높게 나타난다.
여름에서 가을로 넘어갈 때 피크를 찍으며, 1966년 핀란드, 1996년 키프로스, 1997년 가자, 1998년 중국, 1998년 대만에서 나타났듯이 어린아이에서 더 높은 비중으로 발병한다. 그러나 루마니아와 스페인의 집단발병 사례에서는 15세 미만의 감염자가 전체의 33.8%만 차지하는 등 성인에서 그 비율이 더 높게 나타나기도 했다.

## 최근 연구
바이러스성 수막염이 척추에 있는 동맥 벽에 염증을 일으킬 수도 있다는 사실이 밝혀졌다.
수막염연구재단(The Meningitis Research Foundation)은 영국에서 새로운 유전체 기술이 어린이들을 대상으로 한 수막염 진단의 속도와 정확성을 높일 수 있다고 밝혔다. 이 연구팀은 뇌척수액에서 검출한 미생물의 유전체들을 분석함으로써 새로운 진단 기술을 개발하고자 한다. 기존에 알려진 DNA 서열과 비교할 필요가 없는 HTS(high-throughput sequencing) 방법을 통해 바이러스성 수막염을 검출하고자 하는 시도도 이루어지고 있다.
세균성 수막염이 인지능력을 감소시킨다는 연구결과가 나오고 있으나, 바이러스성 수막염은 인지능력을 감소시킨다는 증거가 없다.